# Charles S. Barrett
Charles Sanborn „Chuck“ Barrett (* 28. September 1902 in Vermillion, South Dakota; † 14. Juni 1994) war ein US-amerikanischer Physiker und Metallurg. Er galt als führend auf dem Gebiet der physikalischen Metallurgie und machte sich insbesondere um die Entwicklung verschiedener Verfahren der Röntgenkristallographie und Elektronenmikroskopie verdient.

## Leben
Barrett erwarb 1925 an der University of South Dakota einen Bachelor in Ingenieurwesen und 1928 bei dem Nobelpreisträger Arthur Holly Compton an der University of Chicago einen Ph.D. in Physik. Als Postdoktorand arbeitete Barrett bei Robert F. Mehl am United States Naval Research Laboratory. 1932 erhielt er eine Anstellung als Dozent am Carnegie Institute of Technology (heute Carnegie Mellon University), 1946 wurde er Professor an der University of Chicago, wo er bis 1971 blieb. Anschließend hatte er noch eine Forschungsprofessur an der University of Denver inne.
Barretts Lehrbuch The Structure of Metals (1943) erlebte drei Neuauflagen und mehrere Übersetzungen. Die Datenbank Scopus, die Zitationen überwiegend erst aus der Zeit nach den 1970er Jahren erfasst, führt zwei Profile, die Barrett zugeordnet werden können und einen h-Index von 18 bzw. 9 aufweisen (jeweils Stand Oktober 2021).
C. S. Barrett war seit 1928 mit Dorothy A. Adams verheiratet. Das Paar hatte eine Tochter, Marjorie A. Barrett Gultepe, die ebenfalls Physikerin wurde.

## Auszeichnungen (Auswahl)
- 1934, 1944, 1950 Mathewson Medal des American Institute of Mining, Metallurgical, and Petroleum Engineers (AIME)
- 1950 Howe Medal der American Society for Metals
- 1967 Mitglied der National Academy of Sciences[3]
- 1980 Ehrenmitglied des American Institute of Mining, Metallurgical, and Petroleum Engineers (AIME)[4]

Das International Centre for Diffraction Data (ICDD) vergibt einen Barrett Award für besondere wissenschaftliche Beiträge zur Pulverdiffraktion. Das Rocky Mountain Chapter der American Society of Materials (ASM) vergibt eine Charles Barrett Medal.